# Jogo Justo
O projeto Jogo Justo foi uma iniciativa que buscava diminuir a carga tributária nos jogos eletrônicos importados vendidos no Brasil, que chega aos 72,18%.

## Objetivos
A intenção inicial do projeto era mostrar, por meio de um relatório baseado em informações comerciais de desenvolvedores e lojistas, que o mercado de games nacional tem um enorme potencial. Como comparação, Moacyr gostava de traçar um paralelo com o mercado mexicano de jogos, o qual teria supostamente crescido 8 vezes após a diminuição da carga tributária. O projeto Jogo Justo visaria diminuir o preço dos games, dos aparelhos de videogame e de seus periféricos, fazendo assim com que o consumidor final tivesse cada vez mais contato com os games, forma de cultura cada vez mais disseminada no mundo. Como consequência disto, o mercado nacional brasileiro iria se desenvolver, além da possibilidade de mais produtoras se instalarem no Brasil, gerando, de forma gradativa, mais empregos no setor.

## Histórico

Moacyr abrindo a coletiva do Jogo Justo

Fundado por Moacyr Alves Jr. a partir de um fórum de discussão no Portal Xbox, com apoio de vários parceiros, entusiastas e posteriormente também do deputado Luís Carlos Busato, o Jogo Justo foi criado dentro de uma comunidade e independe de ordem política, empresarial e sem fins lucrativos. Começou a ganhar forma no segundo semestre de 2010 e no mês de novembro será apresentado à Receita Federal. Durante uma conversa em Brasília, serão explanados os benefícios de se diminuir a carga tributária dos jogos vendidos no Brasil, onde os games passariam, em uma estimativa, de R$ 250,00 para R$ 99,00. Caso aprovado pela Receita.

### Dia do Jogo Justo
Em janeiro de 2011, ocorreu o Dia do Jogo Justo, evento apoiado pelas distribuidoras e lojas de games, que promoveram a comercialização de diversos títulos ao preço de R$ 99,00; valor que, inicialmente, Moacyr julgava ser adequado à realidade brasileira, funcionando como uma prévia dos preços após a possível aprovação de um projeto de lei com incentivos para o mercado consumidor de jogos. Buscava-se uma espécie de coleta de dados e informações sobre o mercado de jogos nacional e entregar um relatório à Receita Federal.
Foram escolhidos alguns jogos com lançamento relativamente recente para a data. Consta que as empresas participantes aproveitaram a oportunidade para fazer uma "queima de estoque" de jogos menos populares. Para efetuar essa compra, o cliente deveria usar um código que foi distribuído individualmente com limite de um jogo por pessoa, possibilitando um maior controle das vendas. Esses números então seriam apresentados às autoridades da Receita Federal, além de servir referência para as empresas do meio envolvidas no projeto.
Posteriormente, Moacyr foi convidado pelo Ministério da Cultura para figurar como titular do Conselho de Jogos Eletrônicos e Digitais na Secretaria de Áudio Visual.

## Apoio
Entre as empresas que apoiaram oficialmente o Jogo Justo estão grandes varejistas como a Walmart e o Ponto Frio, bem como desenvolvedoras, blogs, e outras organizações ligadas à indústria de videogames. Algumas produtoras internacionais também apoiaram o projeto, tais como:
- Konami
- Square Enix
- Blizzard Entertainment
- Eletronic Arts
- THQ
- Activision
- Take Two Interactive Software
- Hudson Soft
- Nintendo